# Lista planetelor minore/17101–17200
Aceasta este Lista planetelor minore/17101–17200; pentru a naviga prin lista completă vezi Lista planetelor minore.
Pentru ale detalii vezi și Proiect:Astronomie sau Portal:Astronomie.
| Nume                | Denumire provizorie | Data descoperirii  | Locul descoperirii | Descoperitor(i)                         |
| ------------------- | ------------------- | ------------------ | ------------------ | --------------------------------------- |
| 17101 Sakenova      | 1999 JZ38           | 10 mai 1999        | Socorro            | LINEAR                                  |
| 17102 Begzhigitova  | 1999 JB41           | 10 mai 1999        | Socorro            | LINEAR                                  |
| 17103 Kadyrsizova   | 1999 JC42           | 10 mai 1999        | Socorro            | LINEAR                                  |
| 17104 McCloskey     | 1999 JV46           | 10 mai 1999        | Socorro            | LINEAR                                  |
| 17105 -             | 1999 JC47           | 10 mai 1999        | Socorro            | LINEAR                                  |
| 17106 -             | 1999 JT48           | 10 mai 1999        | Socorro            | LINEAR                                  |
| 17107 -             | 1999 JJ51           | 10 mai 1999        | Socorro            | LINEAR                                  |
| 17108 Patricorbett  | 1999 JL51           | 10 mai 1999        | Socorro            | LINEAR                                  |
| 17109 -             | 1999 JF52           | 10 mai 1999        | Socorro            | LINEAR                                  |
| 17110 -             | 1999 JG52           | 10 mai 1999        | Socorro            | LINEAR                                  |
| 17111 -             | 1999 JH52           | 10 mai 1999        | Socorro            | LINEAR                                  |
| 17112 -             | 1999 JM52           | 10 mai 1999        | Socorro            | LINEAR                                  |
| 17113 -             | 1999 JE54           | 10 mai 1999        | Socorro            | LINEAR                                  |
| 17114 -             | 1999 JJ54           | 10 mai 1999        | Socorro            | LINEAR                                  |
| 17115 Justiniano    | 1999 JT54           | 10 mai 1999        | Socorro            | LINEAR                                  |
| 17116 -             | 1999 JO57           | 10 mai 1999        | Socorro            | LINEAR                                  |
| 17117 -             | 1999 JL58           | 10 mai 1999        | Socorro            | LINEAR                                  |
| 17118 -             | 1999 JM58           | 10 mai 1999        | Socorro            | LINEAR                                  |
| 17119 Alexisrodrz   | 1999 JP59           | 10 mai 1999        | Socorro            | LINEAR                                  |
| 17120 -             | 1999 JP60           | 10 mai 1999        | Socorro            | LINEAR                                  |
| 17121 Fernandonido  | 1999 JX60           | 10 mai 1999        | Socorro            | LINEAR                                  |
| 17122 -             | 1999 JH63           | 10 mai 1999        | Socorro            | LINEAR                                  |
| 17123 -             | 1999 JQ63           | 10 mai 1999        | Socorro            | LINEAR                                  |
| 17124 -             | 1999 JC65           | 12 mai 1999        | Socorro            | LINEAR                                  |
| 17125 -             | 1999 JB68           | 12 mai 1999        | Socorro            | LINEAR                                  |
| 17126 -             | 1999 JH68           | 12 mai 1999        | Socorro            | LINEAR                                  |
| 17127 -             | 1999 JE69           | 12 mai 1999        | Socorro            | LINEAR                                  |
| 17128 -             | 1999 JS75           | 10 mai 1999        | Socorro            | LINEAR                                  |
| 17129 -             | 1999 JM78           | 13 mai 1999        | Socorro            | LINEAR                                  |
| 17130 -             | 1999 JV79           | 13 mai 1999        | Socorro            | LINEAR                                  |
| 17131 -             | 1999 JL80           | 12 mai 1999        | Socorro            | LINEAR                                  |
| 17132 -             | 1999 JV80           | 12 mai 1999        | Socorro            | LINEAR                                  |
| 17133 -             | 1999 JC81           | 12 mai 1999        | Socorro            | LINEAR                                  |
| 17134 -             | 1999 JX81           | 12 mai 1999        | Socorro            | LINEAR                                  |
| 17135 -             | 1999 JD82           | 12 mai 1999        | Socorro            | LINEAR                                  |
| 17136 -             | 1999 JE82           | 12 mai 1999        | Socorro            | LINEAR                                  |
| 17137 -             | 1999 JK84           | 12 mai 1999        | Socorro            | LINEAR                                  |
| 17138 -             | 1999 JM84           | 12 mai 1999        | Socorro            | LINEAR                                  |
| 17139 Malyshev      | 1999 JS86           | 12 mai 1999        | Socorro            | LINEAR                                  |
| 17140 -             | 1999 JU86           | 12 mai 1999        | Socorro            | LINEAR                                  |
| 17141 -             | 1999 JV94           | 12 mai 1999        | Socorro            | LINEAR                                  |
| 17142 -             | 1999 JQ95           | 12 mai 1999        | Socorro            | LINEAR                                  |
| 17143 -             | 1999 JN97           | 12 mai 1999        | Socorro            | LINEAR                                  |
| 17144 -             | 1999 JW98           | 12 mai 1999        | Socorro            | LINEAR                                  |
| 17145 -             | 1999 JG99           | 12 mai 1999        | Socorro            | LINEAR                                  |
| 17146 -             | 1999 JB102          | 13 mai 1999        | Socorro            | LINEAR                                  |
| 17147 -             | 1999 JF102          | 13 mai 1999        | Socorro            | LINEAR                                  |
| 17148 -             | 1999 JJ105          | 12 mai 1999        | Socorro            | LINEAR                                  |
| 17149 -             | 1999 JM105          | 13 mai 1999        | Socorro            | LINEAR                                  |
| 17150 -             | 1999 JP109          | 13 mai 1999        | Socorro            | LINEAR                                  |
| 17151 -             | 1999 JB114          | 13 mai 1999        | Socorro            | LINEAR                                  |
| 17152 -             | 1999 JA118          | 13 mai 1999        | Socorro            | LINEAR                                  |
| 17153 -             | 1999 JK119          | 13 mai 1999        | Socorro            | LINEAR                                  |
| 17154 -             | 1999 JS121          | 13 mai 1999        | Socorro            | LINEAR                                  |
| 17155 -             | 1999 KZ1            | 16 mai 1999        | Kitt Peak          | Spacewatch                              |
| 17156 Kennethseitz  | 1999 KS3            | 19 mai 1999        | Kitt Peak          | Spacewatch                              |
| 17157               | 1999 KP6            | 21 mai 1999        | Xinglong⁠(d)        | Beijing Schmidt CCD Asteroid Program⁠(d) |
| 17158 -             | 1999 KA8            | 18 mai 1999        | Socorro            | LINEAR                                  |
| 17159 -             | 1999 KG15           | 18 mai 1999        | Socorro            | LINEAR                                  |
| 17160 -             | 1999 LT10           | 8 iunie 1999       | Socorro            | LINEAR                                  |
| 17161 -             | 1999 LQ13           | 9 iunie 1999       | Socorro            | LINEAR                                  |
| 17162 -             | 1999 LX13           | 9 iunie 1999       | Socorro            | LINEAR                                  |
| 17163 Vasifedoseev  | 1999 LT19           | 9 iunie 1999       | Socorro            | LINEAR                                  |
| 17164 -             | 1999 LP24           | 9 iunie 1999       | Socorro            | LINEAR                                  |
| 17165 -             | 1999 LS27           | 9 iunie 1999       | Socorro            | LINEAR                                  |
| 17166 Secombe       | 1999 MC             | 17 iunie 1999      | Reedy Creek        | J. Broughton⁠(d)                         |
| 17167 -             | 1999 NB             | 4 iulie 1999       | Kleť               | Kleť                                    |
| 17168 -             | 1999 NP3            | 13 iulie 1999      | Socorro            | LINEAR                                  |
| 17169 Tatarinov     | 1999 NQ23           | 14 iulie 1999      | Socorro            | LINEAR                                  |
| 17170 Vsevustinov   | 1999 NS25           | 14 iulie 1999      | Socorro            | LINEAR                                  |
| 17171 -             | 1999 NB38           | 14 iulie 1999      | Socorro            | LINEAR                                  |
| 17172 -             | 1999 NZ41           | 14 iulie 1999      | Socorro            | LINEAR                                  |
| 17173 Evgenyamosov  | 1999 RN10           | 7 septembrie 1999  | Socorro            | LINEAR                                  |
| 17174 -             | 1999 RX53           | 7 septembrie 1999  | Socorro            | LINEAR                                  |
| 17175 -             | 1999 SS3            | 24 septembrie 1999 | Socorro            | LINEAR                                  |
| 17176 Viktorov      | 1999 SH17           | 30 septembrie 1999 | Socorro            | LINEAR                                  |
| 17177 -             | 1999 TA41           | 8 octombrie 1999   | Catalina           | CSS                                     |
| 17178 -             | 1999 TK218          | 15 octombrie 1999  | Socorro            | LINEAR                                  |
| 17179 Codina        | 1999 TC224          | 4 octombrie 1999   | Anderson Mesa      | LONEOS                                  |
| 17180 -             | 1999 TS291          | 10 octombrie 1999  | Socorro            | LINEAR                                  |
| 17181 -             | 1999 UM3            | 19 octombrie 1999  | Socorro            | LINEAR                                  |
| 17182 -             | 1999 VU             | 1 noiembrie 1999   | Socorro            | LINEAR                                  |
| 17183 -             | 1999 VO2            | 5 noiembrie 1999   | Catalina           | CSS                                     |
| 17184 Carlrogers    | 1999 VL22           | 13 noiembrie 1999  | Fountain Hills⁠(d)  | C. W. Juels⁠(d)                          |
| 17185 Mcdavid       | 1999 VU23           | 14 noiembrie 1999  | Fountain Hills     | C. W. Juels                             |
| 17186 Sergivanov    | 1999 VP28           | 3 noiembrie 1999   | Socorro            | LINEAR                                  |
| 17187               | 1999 VM72           | 14 noiembrie 1999  | Xinglong⁠(d)        | Beijing Schmidt CCD Asteroid Program⁠(d) |
| 17188 -             | 1999 WC2            | 17 noiembrie 1999  | Socorro            | LINEAR                                  |
| 17189 -             | 1999 WU3            | 28 noiembrie 1999  | Oizumi             | T. Kobayashi                            |
| 17190 Retopezzoli   | 1999 WY8            | 28 noiembrie 1999  | Gnosca⁠(d)          | S. Sposetti⁠(d)                          |
| 17191 -             | 1999 XS107          | 4 decembrie 1999   | Catalina           | CSS                                     |
| 17192 Loharu        | 1999 XL172          | 10 decembrie 1999  | Socorro            | LINEAR                                  |
| 17193 Alexeybaran   | 1999 XC205          | 12 decembrie 1999  | Socorro            | LINEAR                                  |
| 17194 -             | 1999 XA221          | 14 decembrie 1999  | Socorro            | LINEAR                                  |
| 17195 Jimrichardson | 1999 XQ234          | 3 decembrie 1999   | Anderson Mesa      | LONEOS                                  |
| 17196 Mastrodemos   | 1999 XW234          | 3 decembrie 1999   | Anderson Mesa      | LONEOS                                  |
| 17197 Matjazbone    | 2000 AC12           | 3 ianuarie 2000    | Socorro            | LINEAR                                  |
| 17198 Gorjup        | 2000 AA31           | 3 ianuarie 2000    | Socorro            | LINEAR                                  |
| 17199 -             | 2000 AT40           | 3 ianuarie 2000    | Socorro            | LINEAR                                  |
| 17200 -             | 2000 AF47           | 4 ianuarie 2000    | Socorro            | LINEAR                                  |